# Lista de prêmios e indicações recebidos por Arlindo Cruz
Esta é uma lista dos prêmios e indicações recebidos por Arlindo Cruz, cantor e compositor brasileiro, indicado a trinta e cinco prêmios e vencedor de vinte e seis deles.

## Grammy Latino
| Ano  | Categoria                    | Indicação           | Resultado | Ref.  |
| ---- | ---------------------------- | ------------------- | --------- | ----- |
| 2008 | Melhor Álbum de Samba/Pagode | Sambista Perfeito   | Indicado  | [ 1 ] |
| 2009 | Melhor Álbum de Samba/Pagode | MTV ao Vivo         | Indicado  | [ 1 ] |
| 2013 | Melhor Canção Brasileira     | Vai Embora Tristeza | Indicado  | [ 1 ] |
| 2015 | Melhor Álbum de Samba/Pagode | Herança Popular     | Indicado  | [ 1 ] |
| 2016 | Melhor Álbum de Samba/Pagode | Na Veia (com Rogê)  | Indicado  | [ 1 ] |

## MTV Video Music Brasil
| Ano  | Categoria                     | Indicação    | Resultado | Ref.  |
| ---- | ----------------------------- | ------------ | --------- | ----- |
| 2009 | Melhor Show do Ano            | Arlindo Cruz | Indicado  | [ 2 ] |
| 2009 | Melhor Banda/Artista de Samba | Arlindo Cruz | Indicado  | [ 2 ] |

## Prêmio da Música Brasileira
| Ano  | Categoria              | Indicação    | Resultado | Ref.  |
| ---- | ---------------------- | ------------ | --------- | ----- |
| 2015 | Melhor Cantor de Samba | Arlindo Cruz | Venceu    | [ 3 ] |
| 2016 | Melhor Cantor de Samba | Arlindo Cruz | Indicado  | [ 4 ] |

## Prêmio Contigo! MPB FM
| Ano  | Categoria             | Indicação             | Resultado | Ref.  |
| ---- | --------------------- | --------------------- | --------- | ----- |
| 2012 | Melhor Álbum de Samba | Batuques e Romances   | Venceu    | [ 5 ] |
| 2013 | Melhor Álbum de Samba | Batuques do Meu Lugar | Indicado  | [ 6 ] |

## Estandarte de Ouro
| Ano  | Categoria           | Indicação                                                                                   | Resultado | Ref.          |
| ---- | ------------------- | ------------------------------------------------------------------------------------------- | --------- | ------------- |
| 2001 | Melhor samba-enredo | Império Serrano - "O Rio Corre pro Mar"                                                     | Venceu    | [ 7 ]         |
| 2006 | Melhor samba-enredo | Império Serrano - "O Império do Divino"                                                     | Venceu    | [ 8 ]         |
| 2012 | Melhor samba-enredo | Império Serrano - "Dona Ivone Lara: O Enredo do Meu Samba"                                  | Venceu    | [ 9 ]         |
| 2013 | Melhor samba-enredo | Vila Isabel - "A Vila Canta o Brasil, Celeiro do Mundo - Água no Feijão que Chegou Mais Um" | Venceu    | [ 10 ] [ 11 ] |

## Estrela do Carnaval
| Ano  | Categoria           | Indicação                                                                                   | Resultado | Ref.   |
| ---- | ------------------- | ------------------------------------------------------------------------------------------- | --------- | ------ |
| 2012 | Melhor samba-enredo | Império Serrano - "Dona Ivone Lara: O Enredo do Meu Samba"                                  | Venceu    | [ 12 ] |
| 2013 | Melhor samba-enredo | Vila Isabel - "A Vila Canta o Brasil, Celeiro do Mundo - Água no Feijão que Chegou Mais Um" | Venceu    | [ 13 ] |

## Gato de Prata
| Ano  | Categoria           | Indicação                                                                                   | Resultado | Ref.          |
| ---- | ------------------- | ------------------------------------------------------------------------------------------- | --------- | ------------- |
| 2012 | Melhor samba-enredo | Império Serrano - "Dona Ivone Lara: O Enredo do Meu Samba"                                  | Venceu    | [ 14 ]        |
| 2013 | Melhor samba-enredo | Vila Isabel - "A Vila Canta o Brasil, Celeiro do Mundo - Água no Feijão que Chegou Mais Um" | Venceu    | [ 15 ] [ 16 ] |

## Plumas & Paetês Cultural
| Ano  | Categoria           | Indicação                                                                                   | Resultado | Ref.   |
| ---- | ------------------- | ------------------------------------------------------------------------------------------- | --------- | ------ |
| 2012 | Melhor samba-enredo | Império Serrano - "Dona Ivone Lara: O Enredo do Meu Samba"                                  | Venceu    | [ 17 ] |
| 2013 | Melhor samba-enredo | Vila Isabel - "A Vila Canta o Brasil, Celeiro do Mundo - Água no Feijão que Chegou Mais Um" | Venceu    | [ 18 ] |

## Prêmio SRzd
| Ano  | Categoria           | Indicação                                                                                   | Resultado | Ref.   |
| ---- | ------------------- | ------------------------------------------------------------------------------------------- | --------- | ------ |
| 2013 | Melhor samba-enredo | Vila Isabel - "A Vila Canta o Brasil, Celeiro do Mundo - Água no Feijão que Chegou Mais Um" | Venceu    | [ 19 ] |

## Prêmio Veja Rio
| Ano  | Categoria           | Indicação                                                                                   | Resultado | Ref.          |
| ---- | ------------------- | ------------------------------------------------------------------------------------------- | --------- | ------------- |
| 2013 | Melhor samba-enredo | Vila Isabel - "A Vila Canta o Brasil, Celeiro do Mundo - Água no Feijão que Chegou Mais Um" | Venceu    | [ 20 ] [ 21 ] |

## S@mba-Net
| Ano  | Categoria           | Indicação                                                                                   | Resultado | Ref.   |
| ---- | ------------------- | ------------------------------------------------------------------------------------------- | --------- | ------ |
| 2012 | Melhor samba-enredo | Império Serrano - "Dona Ivone Lara: O Enredo do Meu Samba"                                  | Venceu    | [ 22 ] |
| 2013 | Melhor samba-enredo | Vila Isabel - "A Vila Canta o Brasil, Celeiro do Mundo - Água no Feijão que Chegou Mais Um" | Venceu    | [ 23 ] |
| 2015 | Melhor samba-enredo | Império Serrano - "Poema aos Peregrinos da Fé"                                              | Venceu    | [ 24 ] |

## Tamborim de Ouro
| Ano  | Categoria           | Indicação                                                                                   | Resultado | Ref.   |
| ---- | ------------------- | ------------------------------------------------------------------------------------------- | --------- | ------ |
| 2006 | O Samba do Ano      | Império Serrano - "O Império do Divino"                                                     | Venceu    | [ 25 ] |
| 2013 | Melhor samba-enredo | Vila Isabel - "A Vila Canta o Brasil, Celeiro do Mundo - Água no Feijão que Chegou Mais Um" | Venceu    | [ 26 ] |

## Troféu Apoteose
| Ano  | Categoria           | Indicação                                                                                   | Resultado | Ref.   |
| ---- | ------------------- | ------------------------------------------------------------------------------------------- | --------- | ------ |
| 2006 | Melhor samba-enredo | Império Serrano - "O Império do Divino"                                                     | Venceu    | [ 27 ] |
| 2013 | Melhor samba-enredo | Vila Isabel - "A Vila Canta o Brasil, Celeiro do Mundo - Água no Feijão que Chegou Mais Um" | Venceu    | [ 28 ] |

## Troféu Jorge Lafond
| Ano  | Categoria           | Indicação                                                                              | Resultado | Ref.   |
| ---- | ------------------- | -------------------------------------------------------------------------------------- | --------- | ------ |
| 2008 | Melhor samba-enredo | Manguinhos - "A Brasilidade Rítmica de Ivo Meirelles a Encantar o Samba de Manguinhos" | Venceu    | [ 29 ] |
| 2012 | Melhor samba-enredo | Império Serrano - "Dona Ivone Lara: O Enredo do Meu Samba"                             | Venceu    | [ 30 ] |

## Troféu Manchete - Papa-Tudo
| Ano  | Categoria           | Indicação                                                  | Resultado | Ref.   |
| ---- | ------------------- | ---------------------------------------------------------- | --------- | ------ |
| 1996 | Melhor samba-enredo | Império Serrano - "Verás que Um Filho Teu não Foge à Luta" | Venceu    | [ 31 ] |

## Troféu Sambario
| Ano  | Categoria           | Indicação                                                  | Resultado | Ref.   |
| ---- | ------------------- | ---------------------------------------------------------- | --------- | ------ |
| 2012 | Melhor samba-enredo | Império Serrano - "Dona Ivone Lara: O Enredo do Meu Samba" | Venceu    | [ 32 ] |

## Troféu Tupi Carnaval Total
| Ano  | Categoria           | Indicação                                                                                   | Resultado | Ref.   |
| ---- | ------------------- | ------------------------------------------------------------------------------------------- | --------- | ------ |
| 2013 | Melhor samba-enredo | Vila Isabel - "A Vila Canta o Brasil, Celeiro do Mundo - Água no Feijão que Chegou Mais Um" | Venceu    | [ 33 ] |